# Saperda puncticollis
Saperda puncticollis là một loài bọ cánh cứng trong họ Cerambycidae.